# 비무장지대 (문학 동인)
비무장지대는 충청남도 지역 시인들이 1989년에 결성한 동인회의 이름이다. 동인은 최용락, 조성식, 이정록, 이명재, 은기찬, 김영서, 김기상 등이다. 1998년에 동인 시집 《그리운 것들이 침묵할 때》(모아드림, 1998)를 펴냈다.